# Wietrzychowice (województwo kujawsko-pomorskie)
Wietrzychowice – wieś w Polsce położona w województwie kujawsko-pomorskim, w powiecie włocławskim, w gminie Izbica Kujawska.
W latach 1919–1975 miejscowość należała do województwa poznańskiego, a w latach 1975–1998 do województwa włocławskiego. Według Narodowego Spisu Powszechnego (III 2011 r.) liczyła 157 mieszkańców. Jest trzynastą co do wielkości miejscowością gminy Izbica Kujawska.

## Rezerwat archeologiczny
W lesie znajduje się rezerwat archeologiczny – cmentarzysko szkieletowe. Zostało ono wzniesione przez plemiona pasterzy i rolników, zamieszkujących tamtejsze tereny 5500 lat temu. Ze względu na wielkość znajdujące się tam grobowce, nazywane też kopcami kujawskimi, określane są mianem polskich piramid.
W owych rozwiniętych plemionach wytworzył się system wierzeń religijnych, którego przejawem był zwyczaj wznoszenia potężnych budowli kamienno-ziemnych. Te olbrzymie nasypy, w kształcie wydłużonego trójkąta, nierzadko dochodzące do 150 m długości, 6,5–10 m szerokości (w części czołowej) i 2 m wysokości, okładane były głazami i większymi kamieniami, których masa w partii szczytowej sięgała 7–10 ton; w miarę zwężania się grobowca kamienie były coraz mniejsze. Dzięki temu nie obsuwały się, a budowle owe mogły prawie niezmienione przetrwać tysiąclecia. W partiach czołowych budowli występują przerwy w obstawie kamiennej. Były to zapewne wejścia do drewnianych komór przeznaczonych na odprawianie obrzędów pogrzebowych.
Do wzniesienia jednego grobowca zużywano przeciętnie około 150 m³ kamieni i około 1000 m³ ziemi. Transport budulca, z uwagi na rozmiar i znaczny ciężar kamiennych bloków, odbywał się zapewne z pomocą wołów. W grobach tych, nazywanych – jak podaje Oskar Kolberg – żalkami, pochowani byli wyłącznie mężczyźni. Badania wykazały, że były to pochówki pojedyncze, jakkolwiek spotyka się przypadki znalezienia jednocześnie dwóch mężczyzn pochowanych w tym samym czasie. Zmarłych układano w pozycji wyprostowanej, na wznak. Głowy nieboszczyków skierowane były do czoła grobowca.
Wyposażenie grobowe, zazwyczaj skromne, z reguły ograniczało się tylko do jednego narzędzia krzemiennego, części naczynia bądź bryły wapiennej, co wskazuje na jego symboliczny charakter. Przejawem troski o losy zmarłego i wyrazem złożonego mu uznania przez najbliższych żyjących była przecież sama piramida, ogrom pracy włożony w zbudowanie, zgodnie z panującym zwyczajem pogrzebowym, potężnego nasypu ziemnego grobu.
Ze względu na sposób konstruowania tych grobowców i ich części wewnętrznych z wielkich kamieni, zalicza się je do tzw. grobowców megalitycznych. Pochodzą z neolitu i stanowią najstarsze na naszych ziemiach nasypy nagrobne, związane z kulturą pucharów lejkowatych (schyłek IV i początek III tysiąclecia p.n.e.). Co do okresu powstania, poprzedzają wzniesienie piramid egipskich. Były to zapewne miejsca pochówku wodzów, lokalnych władców, kapłanów bądź starszyzny plemiennej. Na szczytach grobowców spotyka się pozostałości późniejszych styp i uroczystości ku czci zmarłego. Zapewne były one również miejscem obrzędów kultowych, dokonywanych z udziałem całej społeczności.
W 2006 Rada Gminy Izbica Kujawska powołała Park Kulturowy Wietrzychowice, w skład którego weszło 5 grobowców w Wietrzychowicach i jeden przy siedzibie nadleśnictwa w Gaju Stolarskim.